# Servants of Twilight
Servants of Twilight is een Amerikaanse horror/thrillerfilm uit 1991, gebaseerd op het gelijknamige boek The Servants of Twilight (Nederlandse titel: Dienaren van de schemering) van Dean Koontz uit 1988. De hoofdrollen worden gespeeld door Belinda Bauer, Bruce Greenwood en Grace Zabriskie. Ook de Nederlandse acteur Carel Struycken speelt in de film.
De film volgt grotendeels het verhaal van het boek. Hoewel het boek veel succes had (en nog steeds heeft), werd de film door critici al verworpen voordat hij uitkwam. Hierdoor haalde de film de meeste bioscopen al niet.

## Rolverdeling
| Acteur                 | Personage          |
| ---------------------- | ------------------ |
| Bruce Greenwood        | Charlie Harrison   |
| Jarrett Lennon         | Joey Scavello      |
| Belinda Bauer          | Christine Scavello |
| Grace Zabriskie        | Grace Spivey       |
| Richard Bradford       | Henry Rankin       |
| Carel Struycken        | Kyle Barlow        |
| Jack Kehoe             | Denton Boothe      |
| Dale Dye               | politieman         |
| James Harper           | Frank Ross         |
| Bruce Locke            | George Wong        |
| Kelli Maroney          | Sherry Ordway      |
| Al White               | Pete Lockburn      |
| Dante D'Andre          | Catalan            |
| Patrick Massett        | Sandy Breckenstein |
| Jillian McWhirter      | Vera Lancaster     |
| Russel Lunday          | Falconi            |
| Dudu Mkhize            | Glennis            |
| Charles Noland         |                    |
| William Porter         |                    |
| Sage Allen             | Edna Vanoff        |
| Mark Kinsey Stephenson |                    |
| Steph DuVall           | Roy                |
| Scott Lincoln          | Man in Hotel       |
| Mimi Craven            | Lindstrom          |
| Lisa Rozier            | TV Reporter        |
| Scott Rudolph          | arts               |
| Mark Phelan            | croupier           |
| Rebecca Staples        | Val                |
| Thor                   | Brandy / Chewbacca |

## Wetenswaardigheden
- Grace Zabriskie heeft iets met duistere rollen. Zo speelde ze de helderziende moeder van Laura Palmer in de televisieserie Twin Peaks en de film Twin Peaks: Fire Walk With Me. In Inland Empire speelt ze een duistere Poolse. In de sitcom Seinfeld was ze de moeder van een verdoemde dochter. In The King of Queens was ze een emotioneel labiele vrouw. In The Grudge is ze een oude paranormale vrouw. In de bovennatuurlijke reeks Charmed speelt ze de rol van The Crone.
- Ook de Nederlandse acteur Carel Struycken heeft iets met duistere rollen, maar dat is meer omwille van zijn gestalte. Hij is zeer groot omwille van de ziekte acromegalie. Ook hij speelde mee in onder andere Twin Peaks en Charmed.